# Metro ligero de La Coruña
El Metro ligero de La Coruña es un medio de transporte en fase de estudio para la ciudad española de La Coruña, en Galicia.
En los últimos años se ha tratado de mejorar el transporte público con la implantación del Metro Ligero, un sistema de transporte Metropolitano en superficie implantado en ciudades de mediano tamaño. 
A fecha septiembre de 2009, su implantación en La Coruña esta en fase de estudio y pendiente de acuerdo para la financiaciación entre Ayuntamiento, Junta de Galicia y Estado.
Previsiblemente habrá que esperar unos 10 años para ver circular este tipo de Tranvía por las calles de La Coruña, debido a los plazos tanto de licitación como de ejecución de las obras.
Cabe destacar que el ayuntamiento ya tiene listos los recorridos de las líneas de metro ligero, recogidas en el nuevo Plan General de Ordenación Urbana, redactado por el urbanista Joan Busquets.
- Datos: Q6012024